# Helina nigrimana
Helina nigrimana är en tvåvingeart som beskrevs av Macquart 1851. Helina nigrimana ingår i släktet Helina och familjen husflugor. Inga underarter finns listade i Catalogue of Life.